# Sankt Marein-Feistritz
Sankt Marein-Feistritz est une municipalité depuis 2015 dans le district de Murtal en Styrie, en Autriche.
La commune, créé dans le cadre de la réforme structurelle des municipalités de Styrie à la fin de 2014, est issue de la fusion des communes de Sankt Marein bei Knittelfeld et Feistritz bei Knittelfeld.